# Mihai Zafiu
Mihai Zafiu, né le 9 juin 1949 à Bucarest, est un kayakiste roumain.

## Carrière
Mihai Zafiu participe à trois Jeux olympiques : il remporte la médaille d'argent en kayak 4 places (K4) 1 000 mètres aux Jeux olympiques d'été de 1972 à Munich, avec Aurel Vernescu, Roman Vartolomeu et Atanasie Sciotnic. Aux Jeux olympiques d'été de 1976 à Montréal, il termine quatrième de la même épreuve. En 1980 à Moscou, il est médaillé d'argent en K4 1 000 mètres, avec Vasile Dîba, Ion Geantă et Nicuşor Eşanu.
Mihai Zafiu compte aussi à son palmarès plusieurs médailles aux Championnats du monde. En relais K1 (kayak monoplace) 4×500 mètres, il est champion du monde en 1974, vice-champion du monde en 1970, 1971 et 1975 et médaillé de bronze en 1973. En K4 500 mètres, il remporte la médaille d'argent en 1977. Il est également vice-champion du monde de K4 1 000 mètres en 1978. 